# Mondragon
Mondragon é uma comuna francesa na região administrativa da Provença-Alpes-Costa Azul, no departamento de Vaucluse. Estende-se por uma área de 40,65 km². Em 2010 a comuna tinha 3 817 habitantes (densidade: 93,9 hab./km²).